# The Apartment
The Apartment is een Amerikaanse komediefilm uit 1960 geregisseerd door Billy Wilder. De hoofdrollen werden gespeeld door Jack Lemmon en Shirley MacLaine.
De film werd genomineerd voor tien Oscars en won er uiteindelijk vijf, waaronder de Oscar voor Beste Film. De critici waren zeer te spreken over de film, net als de bioscoopgangers. The Apartment bracht 25 miljoen dollar op.

## Verhaal
In het enorme kantoor van verzekeringsmaatschappij Consolidated Life Insurance Company in New York werkt kantoorslaaf C.C. 'Bud' Baxter. Promotie maken in deze kantoorjungle is alleen weggelegd voor de talentvolle en slimme jongens. Baxter is geen slimme jongen, maar heeft daar iets op bedacht. In ruil voor promotie stelt hij zijn appartement, gelegen in de Upper West Side van Manhattan regelmatig ter beschikking aan een aantal managers. De bazen gebruiken het appartement van Baxter voor amoureuze avontuurtjes met hun vriendinnetjes. Zelf is Baxter heimelijk verliefd op de mooie Fran Kubelik, die de liften in het verzekeringskantoor bedient. De promoties van Baxter beginnen op te vallen, ook bij de personeelschef van het kantoor, Sheldrake. Hij ruikt lont en confronteert Baxter met zijn bevindingen. Net als Baxter denkt dat hij ontslagen gaat worden, stelt Sheldrake voor dat hij ook gebruik mag maken van het appartement. De opgeluchte Baxter gaat akkoord. Wat de laatste echter niet weet is dat het meisje van zijn dromen, Fran Kubelik, de maîtresse is van Sheldrake. Op het kerstfeest op het kantoor ontdekt Baxter echter dat Fran en Sheldrake een verhouding hebben. Fran zelf heeft inmiddels gemerkt dat Sheldrake haar nooit zal trouwen zoals hij steeds belooft. In het appartement van Baxter confronteert ze Sheldrake met deze ontdekking, maar de personeelschef glipt weg naar zijn vrouw en kinderen. Als Baxter terugkomt in zijn flatje vindt hij Fran in zijn bed, ze heeft een overdosis slaappillen genomen. Hij alarmeert zijn buurman, dokter Dreyfus, die het meisje redt zonder dat ze naar het ziekenhuis moet. Geschrokken meldt Baxter het incident aan Sheldrake die dankbaar is dat Baxter de situatie zo discreet heeft opgelost. Terwijl Fran in bed bij ligt te komen van haar overdosis, blijft Baxter bij haar. Als de situatie een aantal dagen blijft aanhouden, beginnen de managers te morren. Zij kunnen niet naar de flat met hun vriendinnetjes. Ook de collega's van Baxter ruiken lont en beginnen te roddelen dat hij en Fran en een verhouding hebben. Tot overmaat van de ramp komt de zwager van Fran naar het appartement. Opgestookt door de managers vermoedt hij dat Baxter zijn schoonzuster gevangen houdt en slaat hem. Intussen is de vrouw van Sheldrake achter zijn affaire met Fran gekomen en stuurt hem de deur uit. De personeelschef heeft niets geleerd en vraagt aan Baxter of hij het appartement kan krijgen met Oud en Nieuw voor een avondje met Fran. Baxter is woedend, weigert en neemt zijn ontslag. Als Fran dit hoort, begrijpt ze dat Baxter de man van haar leven is en trekt bij hem in.

## Rolverdeling
| Acteur           | Personage              |
| ---------------- | ---------------------- |
| Jack Lemmon      | C.C. 'Bud' Baxter      |
| Shirley MacLaine | Fran Kubelik           |
| Fred MacMurray   | Jeff D. Sheldrake      |
| Ray Walston      | Joe Dobisch            |
| Jack Kruschen    | Dr. Dreyfuss           |
| David Lewis      | Al Kirkeby             |
| Hope Holiday     | Mrs. Margie MacDougall |
| Joan Shawlee     | Sylvia                 |

## Voorgeschiedenis
Na het succes van Some Like It Hot was Billy Wilder van plan nog een film te maken met Jack Lemmon. Wilder was zo onder de indruk van het komische talent van de acteur dat hij al bij de opnames van Some Like It Hot bezig was met de planning van een nieuwe film met Lemmon, The Apartment. Samen met zijn vaste tekstschrijver Izzy Diamond bedacht Wilder een film rond het thema overspel. Hij schreef een synopsis en besprak het verhaal met Jack Lemmon. De acteur hoorde het aan en tekende zonder dat hij een scenario had gezien. In zijn biografie vertelde Lemmon later dat hij ook zou hebben getekend als hij het telefoonboek had moeten oplezen, zoveel vertrouwen had hij in de regisseur.

## Scenario

### De legende van het onvolledige scenario
Een van de hardnekkige legendes rondom The Apartment is dat het scenario nog niet af was voordat de opnames begonnen en dat Wilder de acteurs liet improviseren. Dit gerucht werd onder meer de wereld in geholpen door hoofdrolspeelster Shirley MacLaine. Zij kreeg maar veertig pagina's van het scenario omdat Wilder niet wilde dat ze de afloop van het verhaal zou weten. Hij wilde een bepaalde naturel in haar acteren behouden en was bang dat MacLaine te veel zou anticiperen op het einde. MacLaine dacht echter dat het scenario nog niet klaar was. Wilder was echter te veel een perfectionist om toe te staan dat hij film zou maken zonder compleet scenario. Volgens Lemmon in zijn biografie waren Wilders scenario's kunstwerken, waaraan gemiddeld anderhalf jaar werd gewerkt. De regisseur had volgens de acteur de hele film al in zijn hoofd afgespeeld en veranderde alleen iets als een bepaalde scène onverhoopt niet werkte tijdens de opnames. Improviseren door acteurs was er al helemaal niet bij. MacLaine merkte dit gelijk toen een scène met haar onmiddellijk werd over gedraaid omdat ze één woord was afgeweken van haar tekst. De enige die hier en daar mocht improviseren was Jack Lemmon.

### Het schrijversduo Wilder-Diamond
Wilder schreef zijn filmscenario's altijd met een vaste partner. Dit was aanvankelijk Charles Brackett met wie hij tussen 1930-1950 diverse scenario's schreef. Nadat het tweetal uiteen was gegaan, vond Wilder in 1956 een nieuwe schrijfpartner, I.A.L. "Izzy" Diamond. Samen schreven ze Love in the Afternoon (1957), en vervolgens nog eens elf films, waaronder Some Like It Hot en The Apartment. De rustige, introverte Diamond was de tegenpool van de extraverte Wilder, maar zij deelden wel een droog gevoel voor humor en belangstelling voor dezelfde thema's, zoals schijnbaar ingewikkelde plots die de kijker op het verkeerde been zet. The Apartment was het derde scenario waaraan het duo Wilder-Diamond werkte.

### De ideeën achter het scenario
Het concept voor het scenario was afkomstig van de Britse film Brief Encounter van David Lean uit 1945. In de film heeft een getrouwde vrouw een affaire met een andere man, waarbij ze gebruikmaken van het appartement van een vriend. Wilder wilde zelf een dergelijke film maken, maar in de jaren veertig van de twintigste eeuw verbood de Hays Code Amerikaanse filmmakers om films te maken over overspel. In 1960 was de invloed van de Hays Code veel minder groot en kon Wilder zijn gang gaan. Verschillende andere gebeurtenissen vormden het idee achter het scenario. Diamond kwam bijvoorbeeld met het waar gebeurde verhaal dat een vriend van hem was overkomen. Nadat hij zijn vriendin de bons had gegeven, verliet de vriend zijn huis en kwam pas veel later weer terug. In de tussentijd had zijn vriendin zelfmoord gepleegd en lag dood in het bed van Diamonds vriend. Wilder kwam met de moordaanslag op Jennings Lang. Lang was een agent uit Hollywood die werd neergeschoten door producent Walter Wanger nadat de laatste had ontdekt dat Lang een verhouding had met zijn vrouw, actrice Joan Bennett. Voor de affaire had Lang gebruikgemaakt van het appartement van een van zijn medewerkers.

## Acteurs

### Hoofdrollen
De selectie van de hoofdrollen vormde geen probleem. Billy Wilder had The Apartment bedacht met Jack Lemmon in de hoofdrol als C.C. Baxter en hoewel Shirley Maclaine nog niet eerder had gewerkt met Wilder was ook zij eerste keus als Fran Kubelik. Marilyn Monroe had graag de rol van Fran Kubelik willen spelen en vertelde dit later tijdens een feestje aan Wilder. Het was Monroe kennelijk ontgaan dat de regisseur een dubbelganger van Monroe had gekozen voor de rol van 'the blonde' (het blondje), het verwende meisje op het kantoorfeestje. Wilder had twee keer met Monroe samengewerkt (The Seven Year Itch en Some Like It Hot) en was daar nog altijd niet overheen. Het voortdurend te laat komen op de set, of het zelfs helemaal niet verschijnen, het constant vergeten van haar tekst of de tienduizenden takes die de actrice nodig had, dit alles had de regisseur tot waanzin gedreven. Nog in geen miljoen jaar zou hij haar hebben gekozen als Fran.

### Bijrollen
Voor de rol van personeelschef Sheldrake dacht Wilder in Paul Douglas de perfecte acteur te hebben gevonden. Echter twee weken voor de productie begon kreeg de acteur een fatale hartaanval. Wilder wilde toen Fred MacMurray inhuren. De acteur had in Wilders film Double Indemnity uit 1944, de rol gespeeld van moordenaar en had toen grote indruk gemaakt op hem. Maar MacMurray aarzelde. Hij had inmiddels een imago opgebouwd als acteur in sympathieke rollen en was bang dat zijn vertolking van de gewetenloze Sheldrake zich tegen hem zou keren. Hij werd echter overgehaald en speelde zijn rol vol overtuiging. Het gevolg was dat zijn bange voorgevoelens uitkwamen. Na de première werd hij overstelpt met brieven vol scheldkanonnades. Vooral vrouwen reageerden fel, één van hen sloeg MacMurray zelfs met haar tasje. De ongelukkige acteur nam zich voor nooit meer een onsympathiek personage te spelen. Voor de rol van dokter Dreyfuss wilde de studio Groucho Marx hebben, maar Billy Wilder wilde een acteur met meer talent voor dramatische rollen. Hij had het personage geschreven met Lou Jacobi in zijn achterhoofd, maar deze acteur was net actief op Broadway en kreeg geen toestemming om tijdelijk in de film te spelen. Hij werd vervangen door Jack Kruschen.

## Productie

### Locaties en decors
De film werd opgenomen in de Sam Goldwyn Studio's in Los Angeles. Hier werd de imposante set gebouwd waarin het kantoor van de verzekeringsmaatschappij is te zien. Volgens de persberichten uit 1960 was de set opgebouwd uit metaal en glas en nam circa 7500 m² in beslag. In een later vraaggesprek verklaarde Wilder dat er gebruik werd gemaakt van een geforceerd perspectief, waarbij de bureaus die verder op de set stonden steeds kleiner waren dan hun voorgangers. Ook de acteurs waren steeds kleiner van postuur, naarmate ze verder op de set te zien zijn. Hiervoor werden geen kleine mensen (dwergen) gebruikt, zoals wel wordt beweerd, maar kinderen. De figuren die voor de kinderen zitten zijn uit karton geknipt en werden met draden bewogen. Volgens Hollywood Reporter van december 1959 stond er voor vier miljoen dollar aan geleende kantoormachines op de set. Ze werden bediend door medewerkers van IBM. Het kantoor van personeelschef Sheldrake was aangekleed met schilderijen van Massimo Campigli en Paul Klee, afkomstig uit de privécollectie van Billy Wilder zelf. Wilder stelde ook het bed beschikbaar dat op de kamer van Baxter staat. Sommige decoronderdelen waren onzichtbaar voor de kijker. Zo liet Wilder briefpapier maken voor Fred MacMurray met de naam van zijn personage Sheldrake er op. De buitenopnames werd gemaakt in New York en allemaal in de avond. Er werd gefilmd in Central Park, op Columbus Avenue en in de lobby van het Majestic Theatre.

### Wilder en Jack Lemmon
Aangezien Wilder de film had geschreven met Jack Lemmon in gedachten kreeg de acteur ook alle aandacht van de regisseur. Hij gaf Lemmon alle vrijheid om het personage van Baxter in te vullen. De regisseur was zo vol lof over Lemmon dat hij hem vergeleek met Charlie Chaplin. Volgens Wilder was Lemmon een professional en zeer meegaand. Hoewel hij een eigen mening had over allerlei zaken zou hij nooit de opnames vertragen door op zijn standpunt te blijven staan, zei Wilder later. Lemmon speelde Baxter als een ambitieuze man, aardig maar lichtgelovig, en snel geïntimideerd. Van Wilder kreeg Lemmon ook de kans te improviseren en ideeën in te brengen. Een voorbeeld is de neusspray die Baxter gebruikt als hij met een verkoudheid door de koude straten loopt. Die neusspray stond aanvankelijk niet zo prominent in het scenario. Pas toen Lemmon in zijn kleedkamer met een neusspray speelde ontdekte hij dat als hij hard op het apparaat drukte de vloeistof enkele meters ver weg werd verspreid. Omdat de inhoud van de spray niet te zien is op een zwart-witfilm, vulde hij de spray met melk. Tijdens de opnames drukte Lemmon op de neusspray en de melkachtige substantie schoot vlak langs het gezicht van acteur Fred MacMurray. Die improviseerde briljant door niets te zeggen, zogenaamd kwaad naar Lemmon te kijken en door te gaan met zijn tekst. Wilder was enthousiast en handhaafde de scène. Een andere improvisatie van Lemmon die genade vond in Wilders ogen was Lemmons geklungel met spaghetti die werd gezeefd met een tennisracket.

### Wilder en Shirley MacLaine
Shirley MacLaine was minder gelukkig. Ze werkte voor de eerste keer met Wilder en regisseur en actrice kenden elkaar nog niet. MacLaine was geen makkelijke actrice en er waren regelmatig spanningen tussen haar en Lemmon en tussen haar en Wilder. Het grootste bezwaar van MacLaine was dat ze nooit mocht afwijken van het scenario. De actrice dreef de regisseur regelmatig op het randje van waanzin door voortdurend te improviseren. Aangezien Wilder zelfs scènes overdeed waarbij ze maar één woord was afgeweken van het scenario, zag ze al snel in dat ze zich beter tot de tekst kon beperken. Wilder was overigens zeer tevreden over haar acteerprestaties en koos MacLaine naast Jack Lemmon in Irma la Douce (1963).

### De filmploeg wikt, Wilder beslist
Billy Wilder had anderhalf jaar met Izzy Diamond aan The Apartment gewerkt en er mocht door niemand aan de film iets worden veranderd zonder zijn toestemming. Toen Jack Lemmon het woord ' ja' twee keer wilde zeggen, terwijl in het scenario er maar 1 keer 'ja' stond, kostte het twintig minuten voordat Diamond en Wilder hierover een beslissing namen. Cameraman Joseph LaShelle lag regelmatig overhoop met Wilder over het beeld van de film. LaShelle had een achtergrond bij de televisie en was een voorstander van close-ups. Wilder gruwde hiervan en verbood LaShelle om ze te maken. Wilder hield zo'n grote grip op zijn film dat hij zijn vaste montagemedewerker Doane Harrison bij zich had tijdens de opnamen. Hij overlegde regelmatig met Harrison over camerastandpunten en de noodzakelijkheid van een bepaalde opname. Eigenlijk werd de film al gemonteerd tijdens de opnames.

### Scènes
- Het feestje op het verzekeringskantoor op kerstavond werd opgenomen op 23 december 1959. Iedereen, filmploeg, acteurs en figuranten was in de juiste kerststemming en Wilder liet iedereen zijn gang gaan. Alles werd in één opname opgenomen.
- Fred MacMurray had het nodige te stellen met de grapjes die Wilder soms uithaalde. In een van de scènes moest MacMurray actrice Shirley MacLaine, een biljet van honderd dollar geven. Wilder gaf de acteur een echt biljet van honderd dollar voor de opname. Nadat de scène was opgenomen gaf MacMurray het briefje van honderd weer terug aan de regisseur. Een paar minuten later stapte Wilder op MacMurray toe en vroeg zijn geld terug. Een overdonderde MacMurray zei zachtjes dat hij het biljet al had gegeven. Wilder bleef dit ontkennen en de acteur werd steeds wanhopiger. Uiteindelijk trok hij zijn portefeuille en gaf Wilder een biljet van 100 dollar. De regisseur begon te lachen en legde uit dat alles een grapje was geweest.
- Wilder bewaarde het slot van zijn film tot het einde van de opnames. Hij wilde niet dat Lemmon en MacLaine konden anticiperen op het einde. Twintig minuten voor de opnames kregen ze bewuste pagina's uit het scenario. De acteurs lieten zich niet uit het veld slaan en bestudeerden snel hun tekst. De scène stond er in één opname op.

## Prijzen en nominaties
- 1961 Oscars
  - Gewonnen: Beste regisseur (Billy Wilder)
  - Gewonnen: Beste montage (Daniel Mandell)
  - Gewonnen: Beste film
  - Gewonnen: Beste originele scenario (I.A.L. Diamond en Billy Wilder)
  - Gewonnen: Beste artdirection – zwart-wit (Alexandre Trauner en Edward G. Boyle)
  - Genomineerd: Beste mannelijke hoofdrol (Jack Lemmon)
  - Genomineerd: Beste mannelijke bijrol (Jack Kruschen)
  - Genomineerd: Beste vrouwelijke hoofdrol (Shirley MacLaine)
  - Genomineerd: Beste camerawerk – zwart-wit (Joseph LaShelle)
  - Genomineerd: Beste geluid (Gordon Sawyer)
- 1961 Golden Globes
  - Gewonnen: Beste komische film
  - Gewonnen: Beste acteur in een komische film (Jack Lemmon)
  - Gewonnen: Beste actrice in een komische film (Shirley MacLaine)
  - Genomineerd: Beste regisseur (Billy Wilder)
- 1961 BAFTA's
  - Gewonnen: Beste film (Billy Wilder)
  - Gewonnen: Beste buitenlandse acteur (Jack Lemmon)
  - Gewonnen: Beste buitenlandse actrice (Shirley MacLaine)
- 1961 Grammy Awards
  - Gewonnen: Beste filmmuziek (Adolph Deutsch)
- 1961 Filmfestival van Venetië
  - Gewonnen: Beste actrice (Shirley MacLaine)
  - Genomineerd: Gouden Leeuw (Billy Wilder)